# 塞內帕河

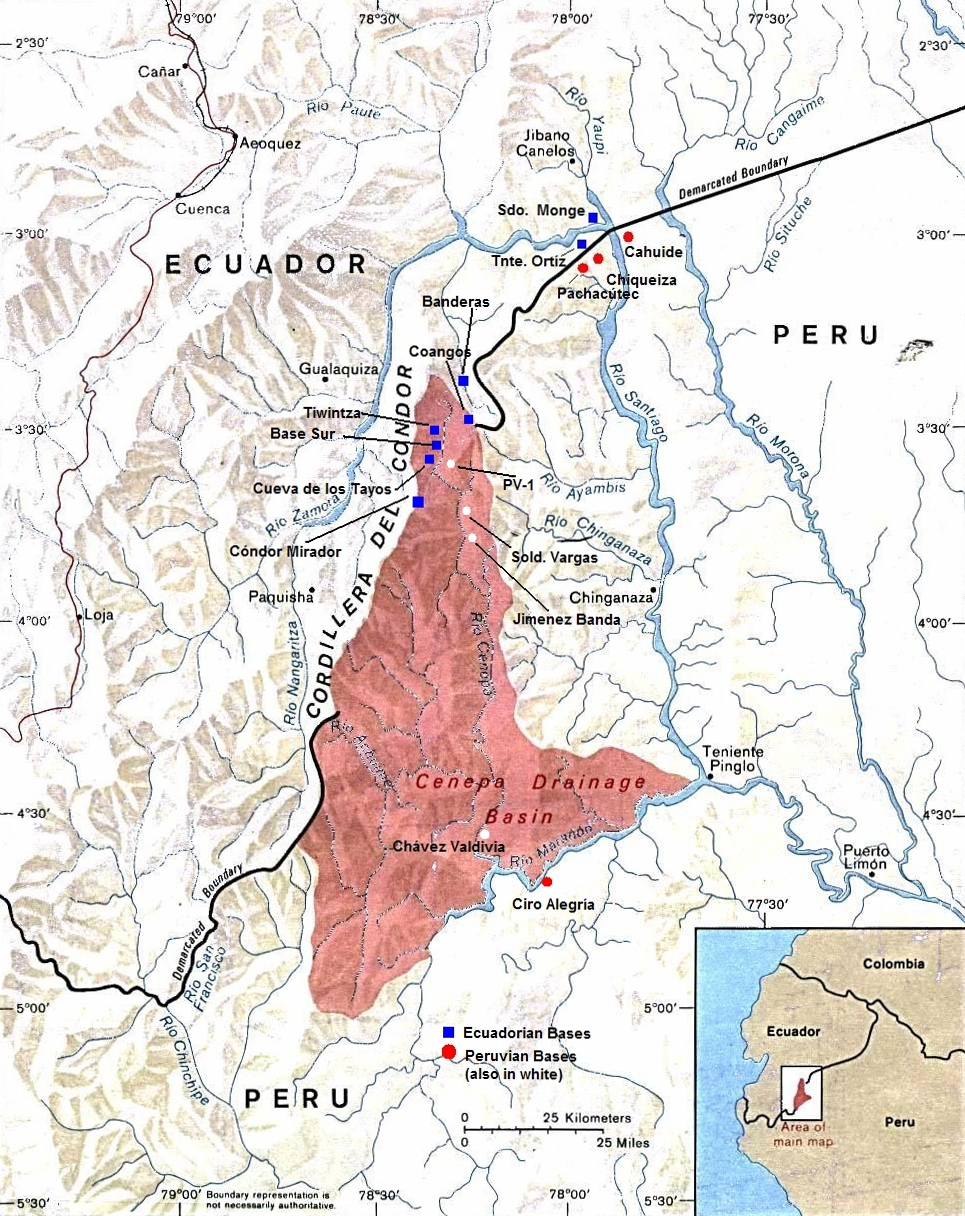
塞內帕河位置（紅色部份）

塞內帕河（西班牙語：Río Cenepa）是秘魯的河流，處於亞馬遜河集水區，河道全長約185公里，發源自孔多爾山脈，流經亞馬遜大區，最終注入馬拉尼翁河。
4°39′4″S 78°8′53″W / 4.65111°S 78.14806°W